# Vương quốc Afghanistan
Vương quốc Afghanistan (tiếng Pashtun: د افغانستان واکمنان, Dǝ Afġānistān wākmanān; tiếng Dari: fa, Pādešāhī-ye Afġānistān) là một nền quân chủ lập hiến ở miền nam Trung Á do vị vua đầu tiên Amanullah Khan thành lập vào năm 1926 để thay thế Tiểu vương quốc Ả Rập Hồi giáo Afghanistan, về sau bị người anh rể Mohammed Daoud Khan lật đổ vào năm 1973.

## Bối cảnh
Amanullah Khan rất quan tâm đến việc hiện đại hóa đất nước, kết quả là khiến cho lực lượng bảo thủ thỉnh thoảng gây ra các biến động xã hội. Khi ông đến thăm châu Âu vào năm 1927, thì trong nước lại xảy ra nổi loạn lần nữa. Ông đã thoái vị chỉ để nhằm ủng hộ người anh trai Inayatullah Khan lên ngôi trị vì trong ba ngày ngắn ngủi trước khi nhà lãnh đạo bộ tộc Habibullah Kalakani lên nắm quyền và phục hồi Tiểu vương quốc Ả Rập Hồi giáo.
Rồi sau 10 tháng, Bộ trưởng Bộ chiến tranh của Amanullah Khan đang lưu vong ở Ấn Độ là Mohammed Nadir đã quay trở về nước. Quân đội của ông do người Anh ủng hộ tràn vào cướp phá Kabul, buộc Habibullah Kalakani phải thảo luận về một thỏa thuận ngừng bắn. Tuy nhiên, quân đội của Mohammed Nadir đã tráo trở ra lệnh bắt giữ và xử tử Kalakani. Nhận thấy không còn thế lực dám chống đối mình, Mohammed Nadir bèn tái lập vương quốc và tự xưng là Vua Afghanistan vào tháng 10 năm 1929 rồi tiếp tục trở lại con đường cải cách của vị vua cuối cùng Amanullah Khan. Về sau con của Nadir lên kế vị là Mohammed Zahir Shah bắt đầu trị vì vào năm 1933 và kéo dài trong suốt 39 năm. Mohammed Zahir Shah là vị vua cuối cùng của Afghanistan về sau bị người anh rể Mohammed Daoud Khan lật đổ vào năm 1973 kết thúc hàng thế kỷ chế độ quân chủ cũ và thành lập một chính phủ cộng hòa Afghanistan. Chính phủ Afghanistan dưới sự lãnh đạo của Zahir Shah đã chủ động tìm kiếm mối quan hệ với thế giới bên ngoài, đặc biệt là với Liên Xô, Anh và Hoa Kỳ.
Ngày 27 tháng 9 năm 1934, dưới thời trị vì của Zahir Shah, Vương quốc Afghanistan đã chính thức gia nhập Hội Quốc Liên. Trong suốt Thế chiến II, Afghanistan chủ trương trung lập và theo đuổi một chính sách ngoại giao không liên kết. Mohammed Daoud Khan, Thủ tướng Afghanistan vào thời điểm đó đã cố gắng phát triển các ngành công nghiệp hiện đại và giáo dục trong nước với mục đích nâng cao vị thế của đất nước trên trường quốc tế.

## Phân chia hành chính

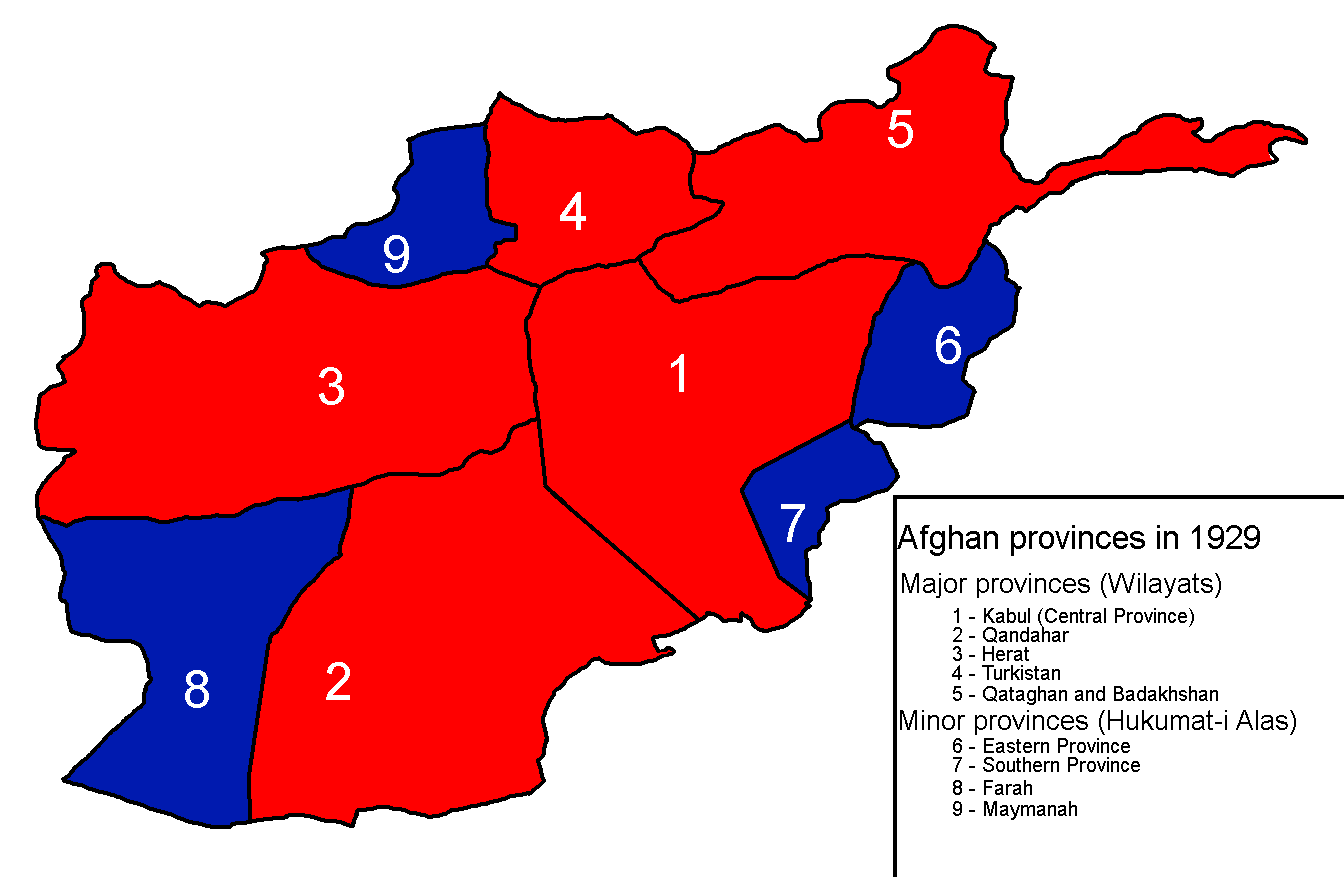
Các tỉnh của Afghanistan vào năm 1929.